# 飽海町
飽海町（あくみちょう）は、愛知県豊橋市の地名。

## 地理
豊橋市中央部に位置する。東は東田町、西は今橋町、南は旭町、北は牛川町に接する。

### 学区
- 高等学校 - 三河学区
- 中学校 - 豊橋市立豊城中学校[WEB 5]
- 小学校 - 豊橋市立八町小学校[WEB 5]

## 歴史

### 人口の変遷
国勢調査による人口および世帯数の推移。
| 1995年（平成7年）  | 119世帯 416人 |  |
| 2000年（平成12年） | 128世帯 421人 |  |
| 2005年（平成17年） | 148世帯 406人 |  |
| 2010年（平成22年） | 162世帯 431人 |  |
| 2015年（平成27年） | 144世帯 386人 |  |

### 沿革
- 1878年（明治11年） - 渥美郡飽海村が豊橋村の一部となる[1]。
- 1895年（明治28年） - 豊橋町大字飽海が成立[1]。
- 1906年（明治39年） - 豊橋市大字飽海となる[1]。
- 1926年（大正15年） - 豊橋市飽海町となる[1]。

## 施設
- 飽海保育園[2]
- 高野山真言宗青竜寺[2]

千手観世音菩薩を本尊とする。創建は元禄元年（1688年）と伝わる。吉田城から見て青龍（東）の方角であることに由来する。
- 素戔嗚神社[2]

## 出身人物
- 松坂福四郎（1833-1892、棋士、当時渥美郡飽海村）[4]

### WEB
1. ↑  “愛知県豊橋市の町丁・字一覧”.   人口統計ラボ. 2023年4月13日閲覧。
2. ↑  総務省統計局 (2017年1月27日). “平成27年国勢調査の調査結果(e-Stat) - 男女別人口及び世帯数 －町丁・字等” (CSV). 2021年7月21日閲覧。
3. ↑  “愛知県豊橋市の郵便番号一覧”.   日本郵便. 2023年4月13日閲覧。
4. ↑  “市外局番の一覧” (PDF).   総務省 (2022年3月1日). 2022年3月22日閲覧。
5. 1 2  豊橋市教育委員会学校教育課学事グループ (2022年4月1日). “豊橋市立小・中学校 通学区域早見表” (PDF).   豊橋市. 2023年9月20日閲覧。
6. ↑  総務省統計局 (2014年3月28日). “平成7年国勢調査の調査結果(e-Stat) - 男女別人口及び世帯数 －町丁・字等” (CSV). 2021年7月20日閲覧。
7. ↑  総務省統計局 (2014年5月30日). “平成12年国勢調査の調査結果(e-Stat) - 男女別人口及び世帯数 －町丁・字等” (CSV). 2021年7月20日閲覧。
8. ↑  総務省統計局 (2014年6月27日). “平成17年国勢調査の調査結果(e-Stat) - 男女別人口及び世帯数 －町丁・字等” (CSV). 2021年7月21日閲覧。
9. ↑  総務省統計局 (2012年1月20日). “平成22年国勢調査の調査結果(e-Stat) - 男女別人口及び世帯数 －町丁・字等” (CSV). 2021年7月21日閲覧。
10. ↑  総務省統計局 (2017年1月27日). “平成27年国勢調査の調査結果(e-Stat) - 男女別人口及び世帯数 －町丁・字等” (CSV). 2021年7月21日閲覧。

### 書籍
1. 1 2 3 4 5  「角川日本地名大辞典」編纂委員会 1989, p. 83.
2. 1 2 3 4 5  「角川日本地名大辞典」編纂委員会 1989, p. 1782.
3. 1 2 3  愛知県史誌出版協会 1986, p. 123.
4. ↑  郷土豊橋を築いた先覚者たち編集委員会 1986, p. 296.